# Tamara Taxman
Tamara de Braga Taxman (Woodstock, 24 de fevereiro de 1947) é uma atriz, cantora, apresentadora e escritora estadunidense radicada no Brasil.
Conhecida e lançada na televisão como Lena, a empregada da misteriosa Simone de Selva de Pedra que morreu em um acidente de carro, mais tarde interpretou a vilã Dolores Estrada na telenovela A História de Ana Raio e Zé Trovão. Seu mais recente trabalho na TV foi interpretando a primeira Leocádia da série infantil Detetives do Prédio Azul, que lhe rendeu ótimas críticas do público.

## Biografia
Tamara de Braga de Taxman nasceu em 24 de fevereiro de 1947, na cidade de Woodstock, Illinois, filha de pai estadunidense de Rock Island e mãe brasileira, de Varginha. Tamara veio para o Brasil aos três meses de idade: "Vim com três meses para o Brasil. Minha mãe é mineira, do sul de Minas, de Varginha. Meu pai é de Illinois. Ele veio para o Rio como comandante de um barco, daqueles que o J. Kennedy dirigia. E aí ele conheceu a morena e pronto." 
Fez trabalhos como modelo e também como cantora no extinto grupo Manifesto, até ter seu primeiro trabalho como atriz na peça de teatro Alice no País Divino Maravilhoso em 1970. Já sua estreia na televisão foi na Rede Globo na primeira versão de Selva de Pedra, como Lena, empregada de Simone que morre em um acidente de carro.
Com o bom desempenho, a atriz passou a participar de diversos trabalhos e na Globo, como a falsa Selma em Água Viva, a solidária Gisa em Sétimo Sentido e a gringa Dorothy de Um Sonho a Mais. Na Rede Manchete, Tamara se destacou como Zazá, líder da casa de danças Kananga do Japão, na telenovela de mesmo nome e na pele da maldosa Dolores Estrada na telenovela A História de Ana Raio e Zé Trovão de 1990 a 1991, personagem tida pela própria atriz como uma das mais marcantes de sua carreira. Sua carreira de apresentadora começou no programa Ser... Tão Brasileiro, um programa dedicado à música sertaneja. Em sua volta à Globo, fez uma participação na primeira temporada de Malhação. Na Rede Record atuou nas minisséries Direito de Vencer e Alma de Pedra e mais uma vez retornando à Globo na minissérie Aquarela do Brasil. Fez uma participação como a companheira de cela de Norma (Glória Pires) em Insensato Coração do autor Gilberto Braga. Desde 2012, Tamara vive a protagonista da série Detetives do Prédio Azul, a feiticeira Leocádia. Com o sucesso da personagem, a atriz é convidada a diversas festas infantis.
Tamara tem um filho, Henrique Taxman, e duas netas, Liz e Noa, que levaram a atriz a escrever um livro com as histórias infantis A Cobra de Duas Cabeças e A Historia da Coruja Cor.
Em janeiro de 2016, a atriz buscou na visibilidade do Facebook uma oportunidade de se dispor a um trabalho, já que não tinha um e as gravações de D.P.A. só retornariam depois das novas temporadas exibidas. Devido ao pedido, a atriz foi convidada para fazer uma participação especial na novela das sete da Rede Globo, Rock Story, em que vive Vanda, uma cabeleireira vítima de um esquema de tráfico internacional.
Em 2020, durante a pandemia do novo coronavírus, falou ao jornal "O Globo" sobre como encarou a crise. Criou um canal no YouTube e oferece conteúdos com histórias contadas para crianças. 

## Filmografia

### Televisão
| Ano       | Título                             | Papel                            | Notas                                                   | Emissora          |
| --------- | ---------------------------------- | -------------------------------- | ------------------------------------------------------- | ----------------- |
| 1972      | Caso Especial                      | Leni                             | Episódio: "O Inimigo do Povo"                           | Rede Globo        |
| 1972      | Selva de Pedra                     | Madalena Ribeiro (Lena)          |                                                         | Rede Globo        |
| 1972      | Uma Rosa com Amor                  | Ercy Andrade                     |                                                         | Rede Globo        |
| 1974      | Fogo sobre Terra                   | Jamile                           |                                                         | Rede Globo        |
| 1976      | Vejo a Lua no Céu                  | Margarida                        |                                                         | Rede Globo        |
| 1976      | O Casarão                          | Lídia                            |                                                         | Rede Globo        |
| 1977      | À Sombra dos Laranjais             | Dalva Alvarez                    |                                                         | Rede Globo        |
| 1978      | Sinal de Alerta                    | Geórgia                          |                                                         | Rede Globo        |
| 1980      | Água Viva                          | Selma Sampaio                    |                                                         | Rede Globo        |
| 1981      | Amizade Colorida                   | Lúcia                            | Episódio: "Gatinhas e Gatões"                           | Rede Globo        |
| 1982      | Sétimo Sentido                     | Gisela Rezende (Gisa)            | [ 22 ]                                                  | Rede Globo        |
| 1985      | Um Sonho a Mais                    | Dorothy Gordon (Doroteia Gondim) | [ 23 ] [ 24 ]                                           | Rede Globo        |
| 1985      | De Quina pra Lua                   | Sílvia                           |                                                         | Rede Globo        |
| 1989      | Kananga do Japão                   | Zazá                             |                                                         | Rede Manchete     |
| 1989      | Capitães de Areia                  | Dalva                            |                                                         | Rede Bandeirantes |
| 1990      | Delegacia de Mulheres              | Lídia                            | Episódio: "Acima de Qualquer Suspeita"                  | Rede Globo        |
| 1990      | A História de Ana Raio e Zé Trovão | Dolores Estrada                  |                                                         | Rede Manchete     |
| 1992–1993 | Ser Tão Brasileiro                 | Apresentadora                    |                                                         | Rede OM           |
| 1994      | 74.5: Uma Onda no Ar               | Brigite / Letícia                |                                                         | Rede Manchete     |
| 1995      | Malhação                           | Maria Eudóxia                    | Episódios: 17–19 de dezembro"                           | Rede Globo        |
| 1996      | Caça Talentos                      | Aretuza                          | Episódio: "Batons Mágicos"                              | Rede Globo        |
| 1996      | O Fim do Mundo                     | Clotilde Junqueira               |                                                         | Rede Globo        |
| 1996      | Você Decide                        | Heloísa                          | Episódio: "Em Nome do Padre"                            | Rede Globo        |
| 1997      | Você Decide                        | Dorothy                          | Episódio: "Ciúme"                                       | Rede Globo        |
| 1997      | Direito de Vencer                  | Yolanda                          |                                                         | Rede Record       |
| 1998      | Alma de Pedra                      | Norma                            |                                                         | Rede Record       |
| 1999      | Você Decide                        | Cida                             | Episódio: "E o Circo Chegou"                            | Rede Globo        |
| 2000      | Aquarela do Brasil                 | Elisa                            |                                                         | Rede Globo        |
| 2002      | O Quinto dos Infernos              | Augusta da Baviera               | Episódios: "10–11 de janeiro"                           | Rede Globo        |
| 2004      | Senhora do Destino                 | Madame Mirthes                   | Episódio: "6 de outubro"                                | Rede Globo        |
| 2004      | A Diarista                         | Maria da Glória                  | Episódio: "A Morte lhe Cai Mal"                         | Rede Globo        |
| 2006      | Páginas da Vida                    | Dalva                            | Episódio: "18 de julho"                                 | Rede Globo        |
| 2007      | Mandrake                           | Florista                         | Episódio: "Rosas Negras"                                | HBO Brasil        |
| 2008      | Ciranda de Pedra                   | Maria Emília                     |                                                         | Rede Globo        |
| 2008      | Casos e Acasos                     | Professora de strip              | Episódio: "A Ciumenta, o Ciumento e o Ciúme"            | Rede Globo        |
| 2010      | Afinal, o Que Querem as Mulheres?  | Renatinha                        | Episódio: "2"                                           | Rede Globo        |
| 2011      | Insensato Coração                  | Florinda                         | Episódios: "17–20 de janeiro"                           | Rede Globo        |
| 2012      | As Brasileiras                     | Susana                           | Episódio: "A Reacionária do Pantanal"                   | Rede Globo        |
| 2012–2018 | Detetives do Prédio Azul           | Leocádia Leal                    | Temporadas 1–10                                         | Gloob             |
| 2013      | Copa Hotel                         | Lúcia                            | Episódio: "Ressaca"                                     | GNT               |
| 2014      | Os Homens são de Marte...          | Sônia Matos                      | Episódio: "Tão Longe, Tão Perto" Episódio: "Por Um Fio" | GNT               |
| 2015      | Santo Forte                        | Moa                              | Episódio: "1"                                           | AXN               |
| 2016      | Rock Story                         | Vanda                            | Episódios: "8–21 de dezembro"                           | Rede Globo        |
| 2019      | Uma Tia da Pesada                  | Tia Fátima                       | Telefilme                                               | Prime Video       |
| 2024      | Os Parças - A Série                | Tia Justina                      |                                                         | Globoplay         |

### Cinema
| Ano  | Título                     | Papel              | Nota(s)        |
| ---- | -------------------------- | ------------------ | -------------- |
| 1977 | Ladrões de Cinema          | Mulher             |                |
| 1978 | A Batalha dos Guararapes   | Sara Hendricks     |                |
| 1978 | A Noiva da Cidade          | Tidu               |                |
| 1980 | Cabaret Mineiro            | Passageira no trem |                |
| 1982 | As Aventuras de um Paraíba | Débora             |                |
| 1982 | Luz del Fuego              | Iara Satã          |                |
| 1982 | Os Campeões                | Carla              |                |
| 1983 | Flor do Desejo             | Lady               |                |
| 1983 | Um Sedutor Fora de Série   | Ana Paraíso        |                |
| 1985 | A Hora da Estrela          | Glória             |                |
| 1987 | Romance da Empregada       | Patroa de Fausta   |                |
| 1998 | Discretion Assured         | Pandora            | curta-metragem |
| 2012 | Até que a Sorte nos Separe | Mãe na novela      |                |
| 2014 | O Lobo Atrás da Porta      | Mãe de Rosa        |                |
| 2016 | Maresia                    |                    |                |
| 2017 | D.P.A - O Filme            | Leocádia Leal      |                |

## Teatro
| Título                           | Ref.  |
| -------------------------------- | ----- |
| Alice no País Divino Maravilhoso | [ 4 ] |
| Hair                             | [ 4 ] |
| Arena Contra Zumbi               | [ 4 ] |
| Adorável Júlia                   | [ 4 ] |
| Grande Hotel                     | [ 4 ] |
| Férias Extra-Conjugais           | [ 4 ] |
| Os Japoneses Não Esperam         | [ 4 ] |
| Toalhas Quentes                  | [ 4 ] |
| Sinal de Vida                    | [ 4 ] |

## Prêmios e indicações
| Ano  | Prêmio                      | Categoria                | Nomeação                   | Resultado | Ref   |
| ---- | --------------------------- | ------------------------ | -------------------------- | --------- | ----- |
| 1982 | Troféu Candango             | Melhor Atriz Coadjuvante | As Aventuras de Um Paraíba | Venceu    | [ 3 ] |
| 1985 | Prêmio Governador do Estado | Melhor Atriz             | A Hora da Estrela          | Venceu    | [ 3 ] |